# أندريه كوبر
أندريه كوبر (بالإنجليزية: Andre Cooper)‏ هو لاعب كرة قدم أمريكية أمريكي، ولد في 21 يونيو 1975 في كامدن في الولايات المتحدة.

## وصلات خارجية
- أندريه كوبر على موقع كلية كرة السلة في سبورتس رفرنس.كوم (الإنجليزية)
- أندريه كوبر على موقع مرجع كرة القدم المحترفة.كوم (الإنجليزية)